# Tesoura

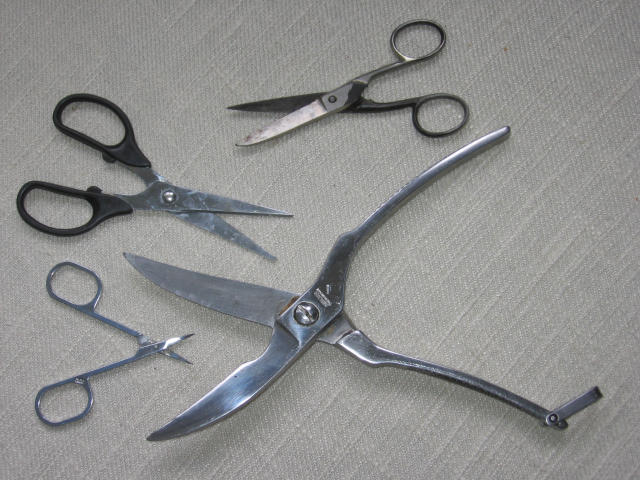
Vários tipos de tesouras.

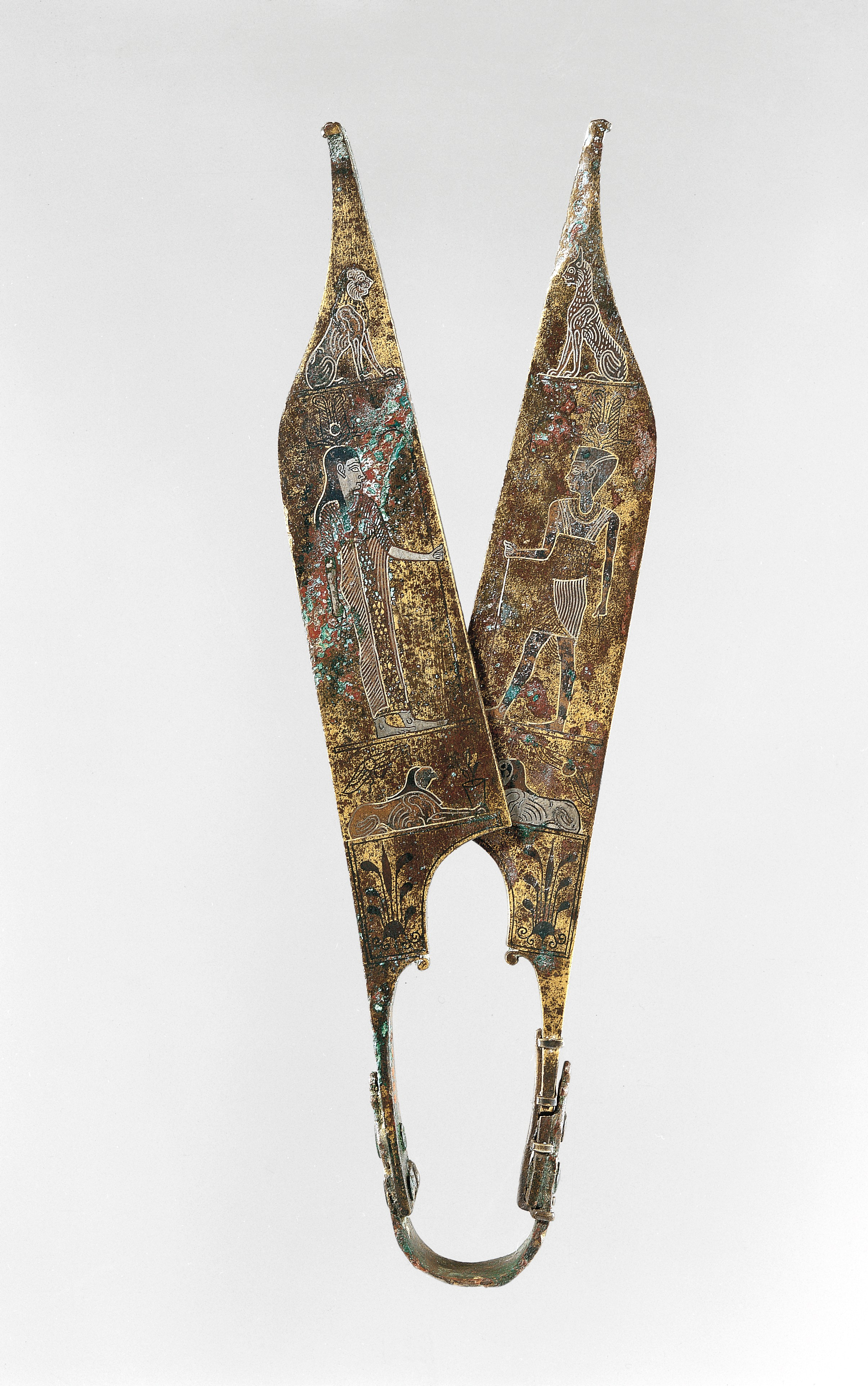
Acredita-se que estas tesouras datem do século II e sejam provenientes de um assentamento Romano em Trebizonda, Turquia. O estilo das configurações de incrustações de metal sugere que poderão ter sido feitas de modo a imitar a arte egípcia

Tesoura é um instrumento composto por duas lâminas de corte, que se movem sobre um eixo comum e articuladas face a face.
É utilizado para cortar materiais de pouca espessura e que não requerem grande força de corte, como por exemplo papel, cartão, tecidos, arames, cabelo ou unhas, entre outros. Também podem ser utilizadas como ferramentas na jardinagem.
Suas lâminas podem ou não ser muito afiadas, cortando o material através da acção de forças mecânicas cisalhantes, aplicadas segundo um princípio de alavanca. Assim, serão tanto mais eficazes quanto mais próximo o objeto a cortar estiver da sua articulação. 
O formato moderno de lâminas assimétricas foi inventado apenas durante o Império Romano, cerca do ano 100. Porém foi a partir de 1761, com a manufatura de tesouras de aço da autoria de Robert Hinchliffe, em que este acessório se tornou realmente popular.

## História
As primeiras tesouras conhecidas apareceram na Mesopotâmia há 3000 a 4000 anos, onde eram usadas para cortar peles e cabelo. Eram do tipo tesoura de mola, compreendendo duas lâminas de bronze conectadas nas alças por uma tira fina e flexível de bronze curvo que servia para manter as lâminas alinhadas, para permitir que fossem pressionadas uma contra a outra e para separá-las quando fossem soltas.
Na Roma antiga e na Ásia menor, já havia tesouras de bronze e ferro, que se serviam de uma ligação no eixo. Com efeito, os romanos davam as mais variadas utilidades às tesouras, tanto se servindo delas para cortar cabelo, como para tosquiar animais, podar árvores e talhar tecidos. Estas tesouras caracterizavam-se por terem lâminas que giravam num determinado ponto entre as pontas e os cabos,tratando-se do percursor direto das tesouras modernas, tendo sido inventadas pelos romanos por volta do ano 100 depois de Cristo. Essas tesouras começaram a ser usadas não apenas na Roma antiga, mas também na China, no Japão e na Coreia, e a ideia ainda é usada em quase todas as tesouras modernas.
Durante a Idade Média, as tesouras já eram de uso generalizado pelo continente europeu. Há referências ao uso de tesouras feitas em ferro, que afloram em Portugal, por torno de 1418, embora as mesmas ainda estivessem afastadas do âmbito das atividades domésticas. Com efeito, continuavam a ser encaradas como objectos de luxo, quase uma espécie de joias, só se encontrando ao alcance de classes altas.
A tesoura de mola continuou a ser usada na Europa até o século XVI.   
As tesouras só começaram a entrar no âmbito da vida doméstica geral, na Europa, mais tarde, depois do século XVI. No entanto, só mais tarde ainda, em 1761, quando o inglês Robert Hinchliffe, começou a fabricar em Sheffield, tesouras de aço fundido é que se principiou a produção em série de tesouras, o que, por seu turno, precipitou o acesso generalizado das mesmas à maioria da população.

### Fabrico de tesouras
Durante a Idade Média e o Renascimento, as tesouras de mola eram feitas aquecendo-se uma barra de ferro ou aço, depois aplainando e moldando as pontas em lâminas numa bigorna. O centro da barra uma vez aquecido, era dobrado para formar a mola, que era depois arrefecida e reaquecida para lhe conferir maior flexibilidade.
A Hangzhou Zhang Xiaoquan Company em Hangzhou, na China, fabrica tesouras desde 1663.
William Whiteley & Sons (Sheffield) Ltd. já produzia tesouras em 1760, embora se acredite que o negócio começou a ser comercializado ainda antes. A primeira marca, 332, foi concedida em 1791.  A empresa ainda fabrica tesouras hoje e é a empresa mais antiga do Ocidente a fazê-lo.
As tesouras pivotadas não eram fabricadas em grande número até 1761, quando Robert Hinchliffe de Sheffield produziu o primeiro par de tesouras modernas feitas de aço fundido endurecido e polido. O maior desafio que enfrentavam, era formar as asas; primeiro, solidificavam-nas, depois faziam orifício e depois lixavam o metal para o tornar grande o suficiente para permitir a entrada dos dedos das pessoas. Este processo era trabalhoso e Hinchliffe aperfeiçoou-o, por molde a aumentar a produção. Hinchliffe morava em Cheney Square (atualmente o inserido no distrito de Sheffield) e colocou uma placa identificando-se como um "fabricante de tesouras finas, tendo obtido notáveis vendas em Londres e noutras localidades.
Durante o século XIX, as tesouras eram forjadas à mão com cabos elaboradamente decorados. Eram feitos martelando aço em superfícies dentadas conhecidas como bossas para formar as lâminas. Os anéis nas alças, conhecidos como asas, eram feitos fazendo um furo no aço e ampliando-o com a ponta pontiaguda da bigorna.
Em 1649, na Finlândia, foi fundada uma siderurgia na vila de Fiskars entre Helsínquia e Turku. Em 1830, um novo proprietário iniciou os primeiros trabalhos de cutelaria na Finlândia, fabricando, entre outros artigos, tesouras com a marca Fiskars.